# 노민성
노민성(1993년 11월 25일 ~ ) 은 KBO 리그 한화 이글스의 외야수이다.